# Voie de la Liberté
 (septembre 2012).
Si vous disposez d'ouvrages ou d'articles de référence ou si vous connaissez des sites web de qualité traitant du thème abordé ici, merci de compléter l'article en donnant les références utiles à sa vérifiabilité et en les liant à la section « Notes et références ».
Ne doit pas être confondu avec La voie est libre.
La voie de la Liberté est une voie commémorant la victoire des Alliés et la libération de la France, de la Belgique et du Luxembourg pendant la Seconde Guerre mondiale. Elle est matérialisée par une série de bornes kilométriques le long du réseau routier entre Sainte-Mère-Église (borne 0) et Utah Beach (borne 00), en Normandie, et Bastogne, dans la province belge du Luxembourg, marquant l'itinéraire suivi par la 3e armée américaine commandée par le général Patton.

## Histoire
Le colonel Guy de La Vasselais, ancien chef de la Mission militaire française de la liaison tactique près le XXe Corps de la IIIe Armée U.S., conçoit, dès juin 1944, de réaliser un souvenir grandiose de la Libération de la France. De retour d'un voyage aux États-Unis avec Gabriel Hocquard, maire de Metz, ils décident de commémorer la progression des armées alliées en créant une « voie de la Liberté ». Ils choisissent pour cela l'un des itinéraires les plus glorieux : le parcours triomphal de la troisième armée américaine de Patton, du débarquement de Normandie, sa percée dans le Cotentin puis sa célèbre chevauchée historique qui l'amène, en 54 jours, de la Normandie à Metz. Elle est symbolisée par des bornes marquant chaque kilomètre du trajet de l'armée victorieuse.
En mars 1946, l'association belgo-américaine propose aux Français de la prolonger jusqu'à Bastogne. Le 25 août 1946, la première borne (provisoire) est inaugurée en présence de hautes personnalités militaires et politiques françaises et étrangères, à Saint-Symphorien-le-Château, commune d'Eure-et-Loir dont Guy de la Vasselais était alors maire. La commune se trouve environ à mi-chemin entre les deux extrémités de l'axe Sainte-Mère-Église - Bastogne.

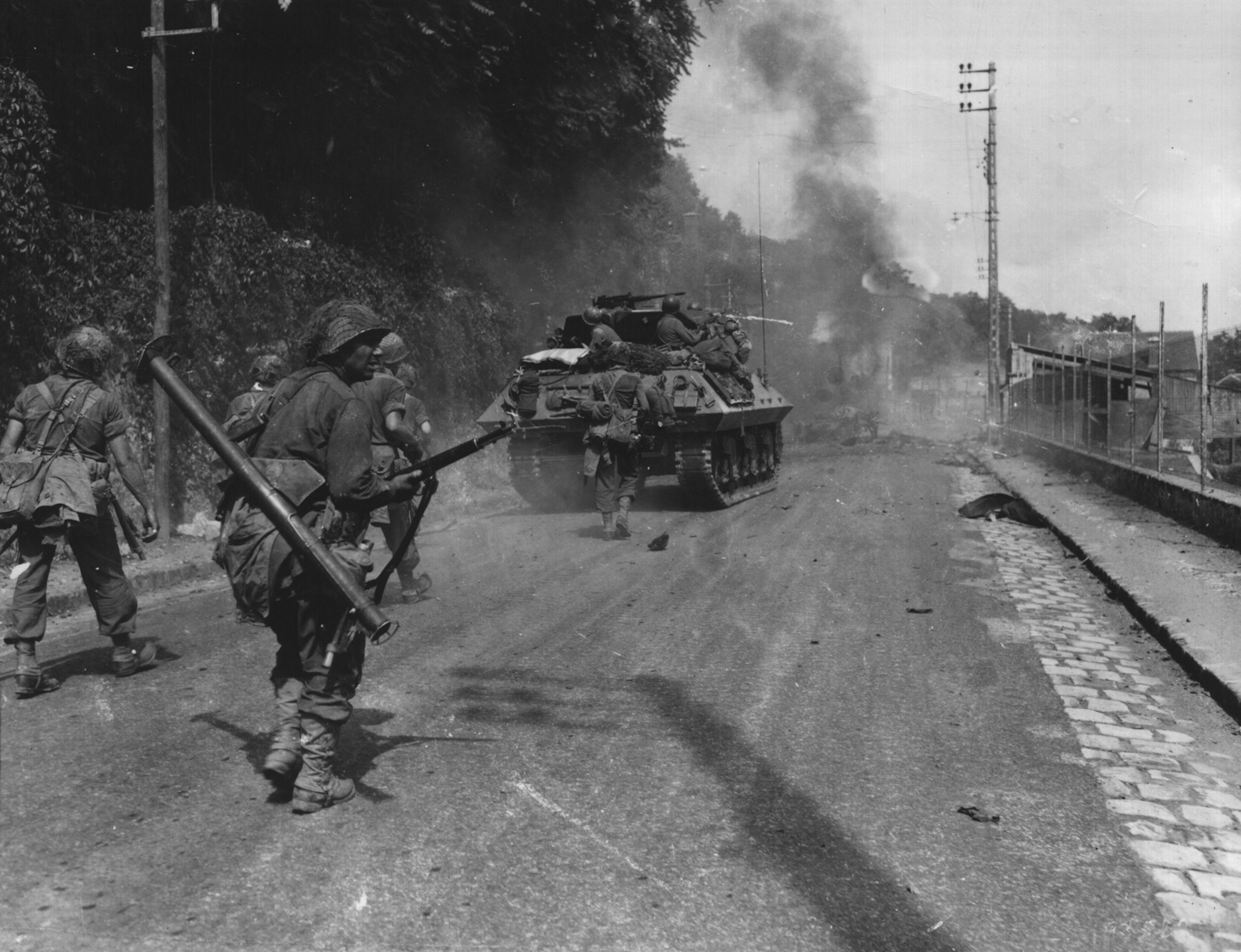
Avancée des troupes américaines vers Fontainebleau, le 23 08 1944.

Dans les mois qui suivent, les villes et villages traversés par la Voie poseront des bornes officielles. Le 5 juillet 1947, la borne terminale, à Bastogne, est officiellement posée. Le 16 septembre de la même année, c'est au tour de la borne originelle, à Sainte-Mère-Église. L'inauguration de la voie a lieu le 18 septembre 1947, à Fontainebleau. La poste française émet la même année un timbre d'une valeur faciale de 6 francs, augmenté d'une surtaxe de 4 francs au profit du Comité Voie de la Liberté.
Le sculpteur François Cogné est le créateur du modèle de la borne. À l'origine, elle est en ciment rose, d'environ 1 mètre de haut mais, en France, le long des grands axes routiers, de très nombreuses bornes d'origine sont remplacées par des copies en matériaux légers, moins dangereuses en cas d'accident de la route. Il subsiste quelques modèles originaux, notamment à Champillon (Marne), à Frisange (grand-duché de Luxembourg - sans numéro), ainsi que toutes les bornes longeant la route nationale N4 en Belgique, depuis la frontière luxembourgeoise, au Rosenberg, jusqu'à Bastogne. Les bornes représentent une flamme, symbole de la liberté, sortant des flots, symbole de l'arrivée des troupes libératrices par la mer. La flamme rappelle celle de la torche de la statue de la Liberté de New York.

## Parcours

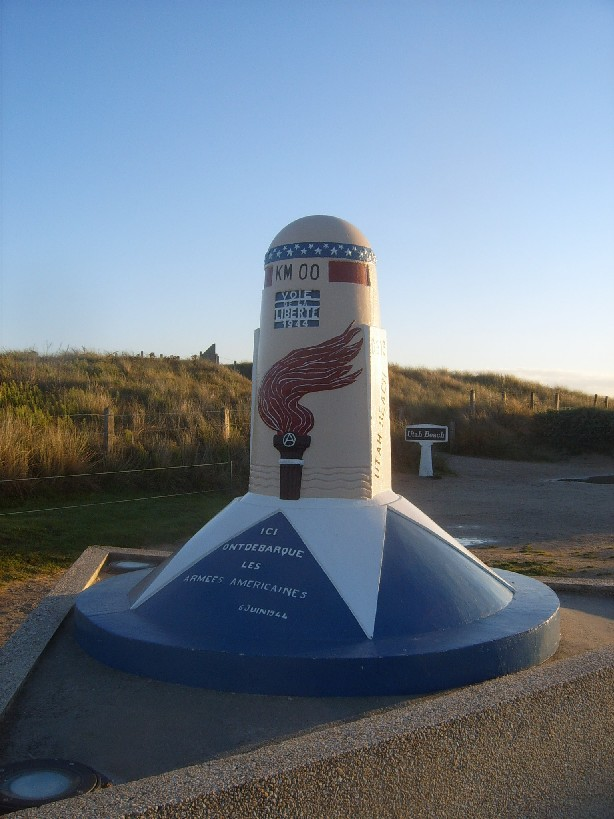
Borne 00, Utah Beach.

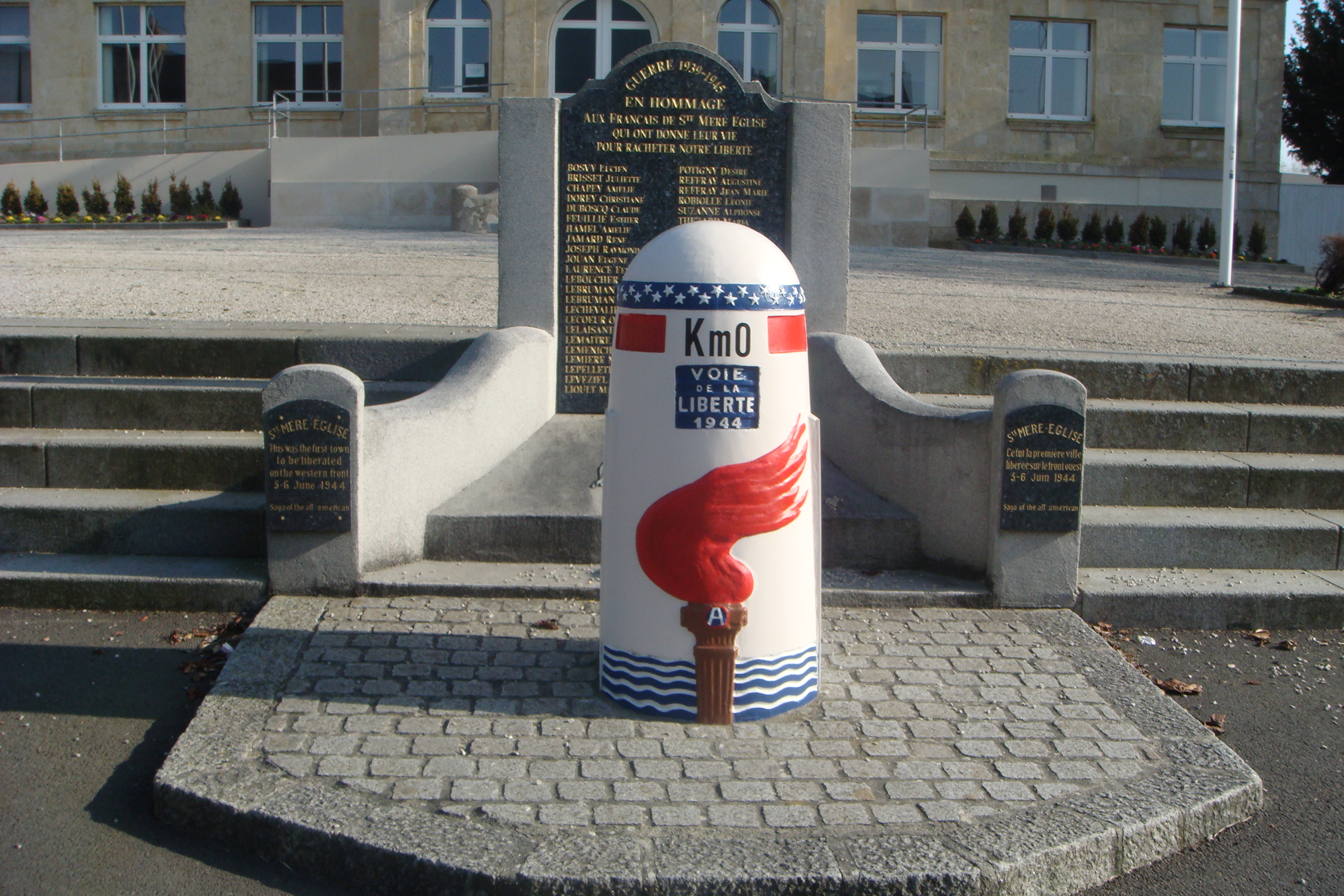
Borne 0, hôtel de ville de Sainte-Mère-Église.

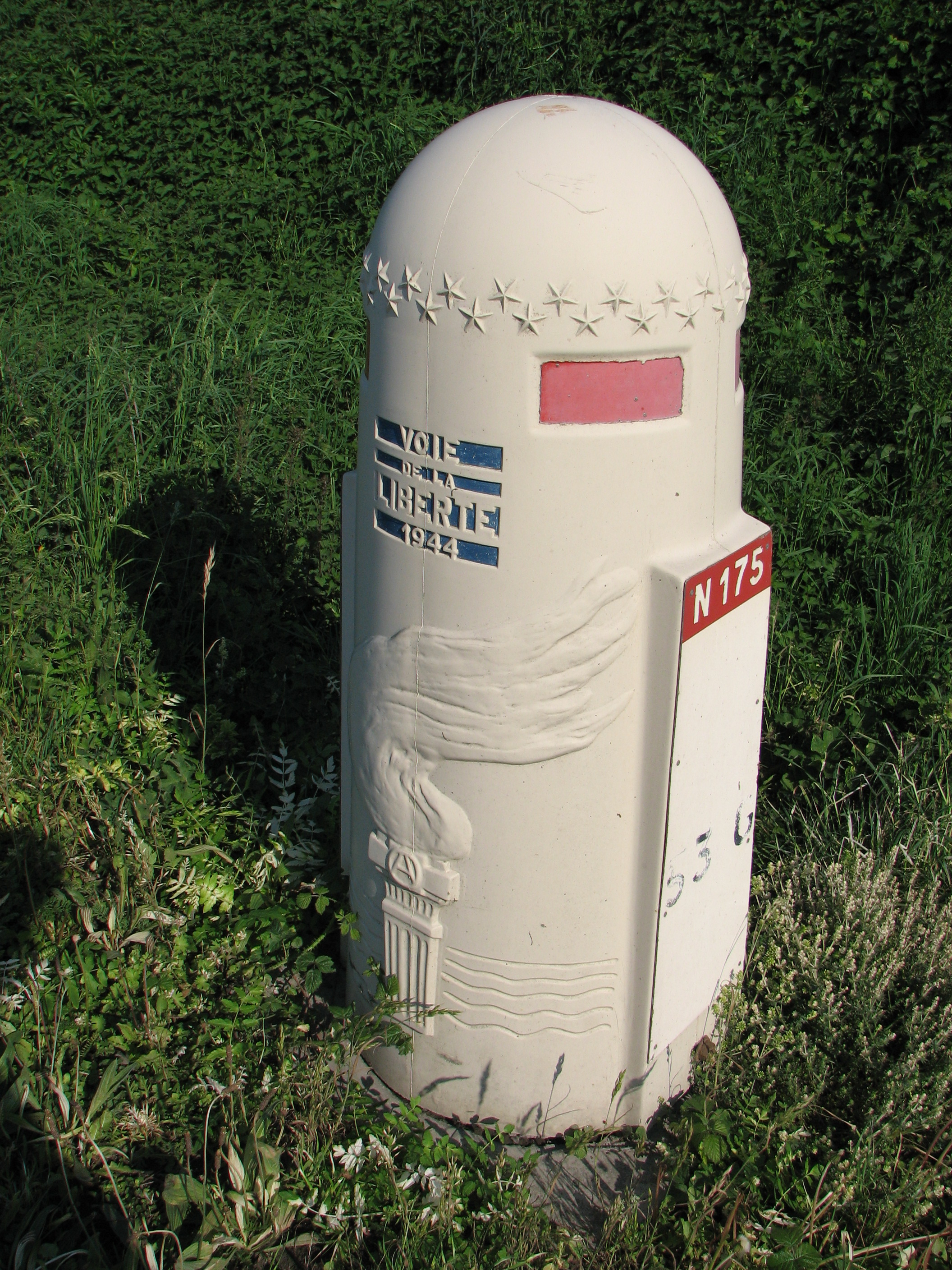
Gros plan, borne de la N175, en matériau synthétique.

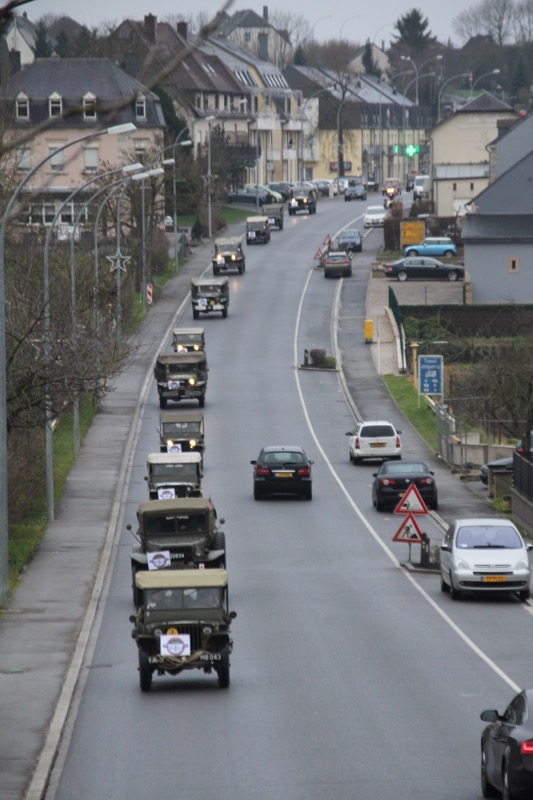
Convoi militaire sur le parcours de la voie, au Luxembourg.

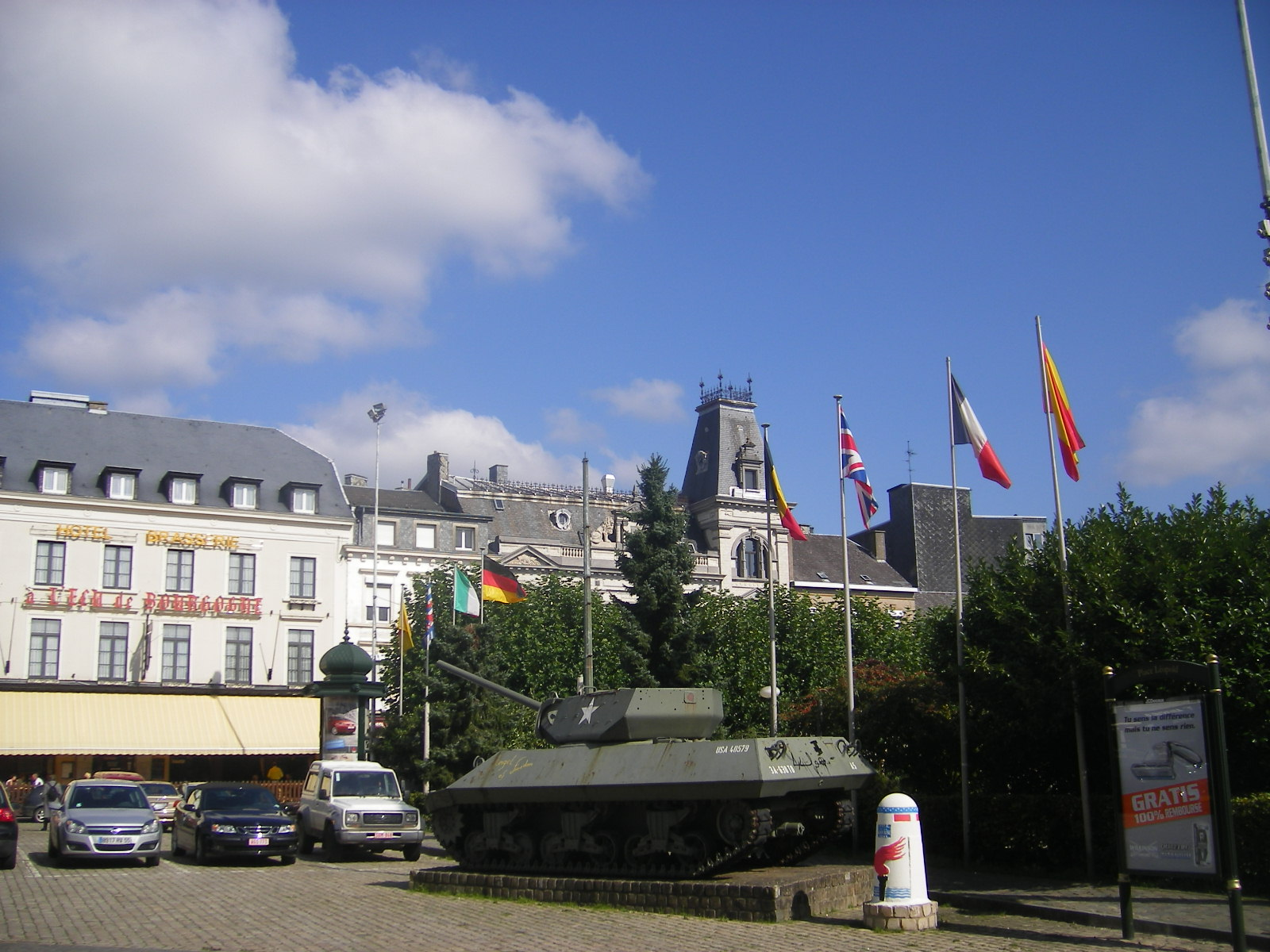
Borne no 1106 située à côté du char américain M10 au centre d'Arlon.

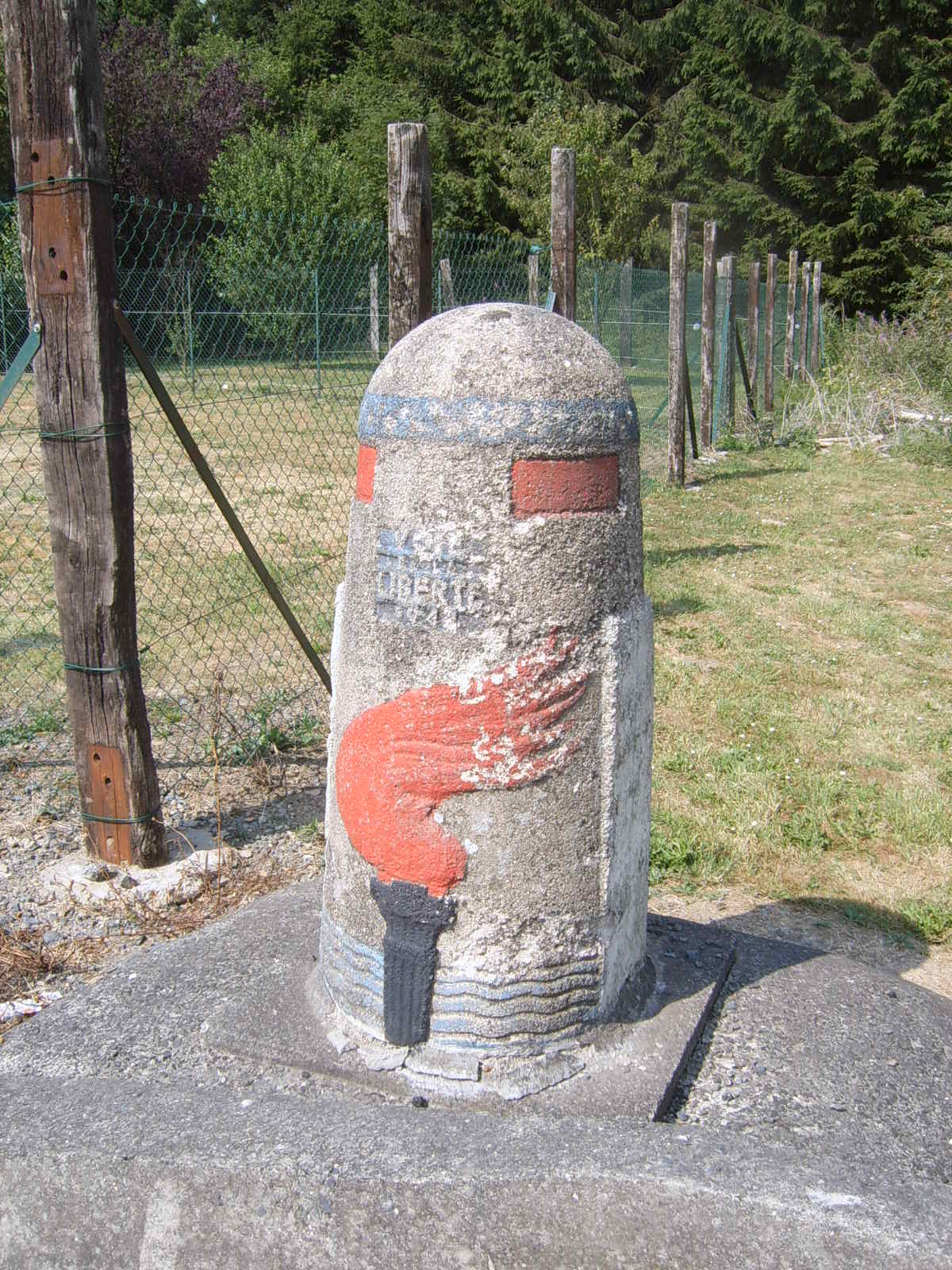
Entre Martelange et Bastogne.

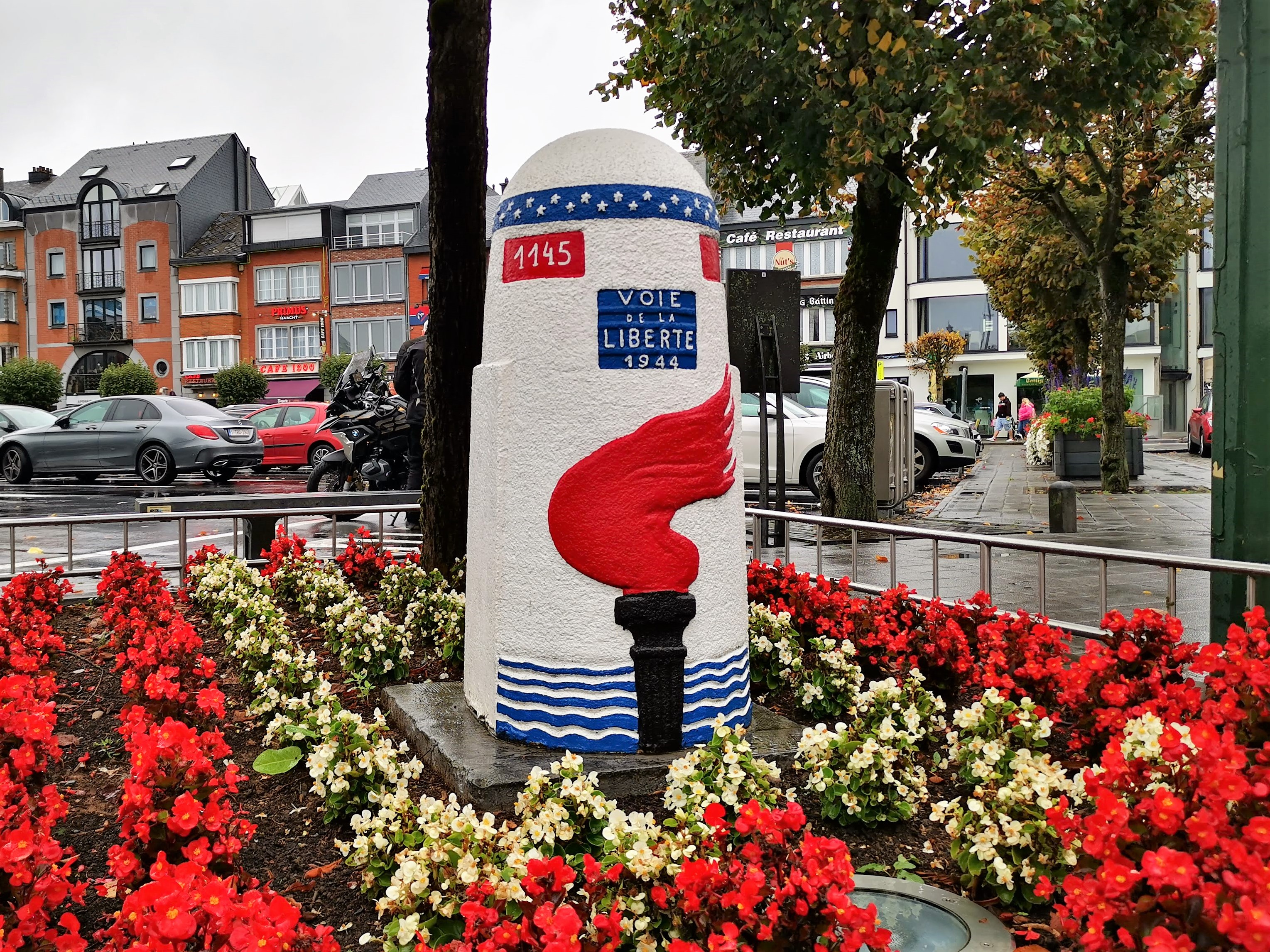
Borne no 1145, à côté du char Sherman de la place McAuliffe, Bastogne.

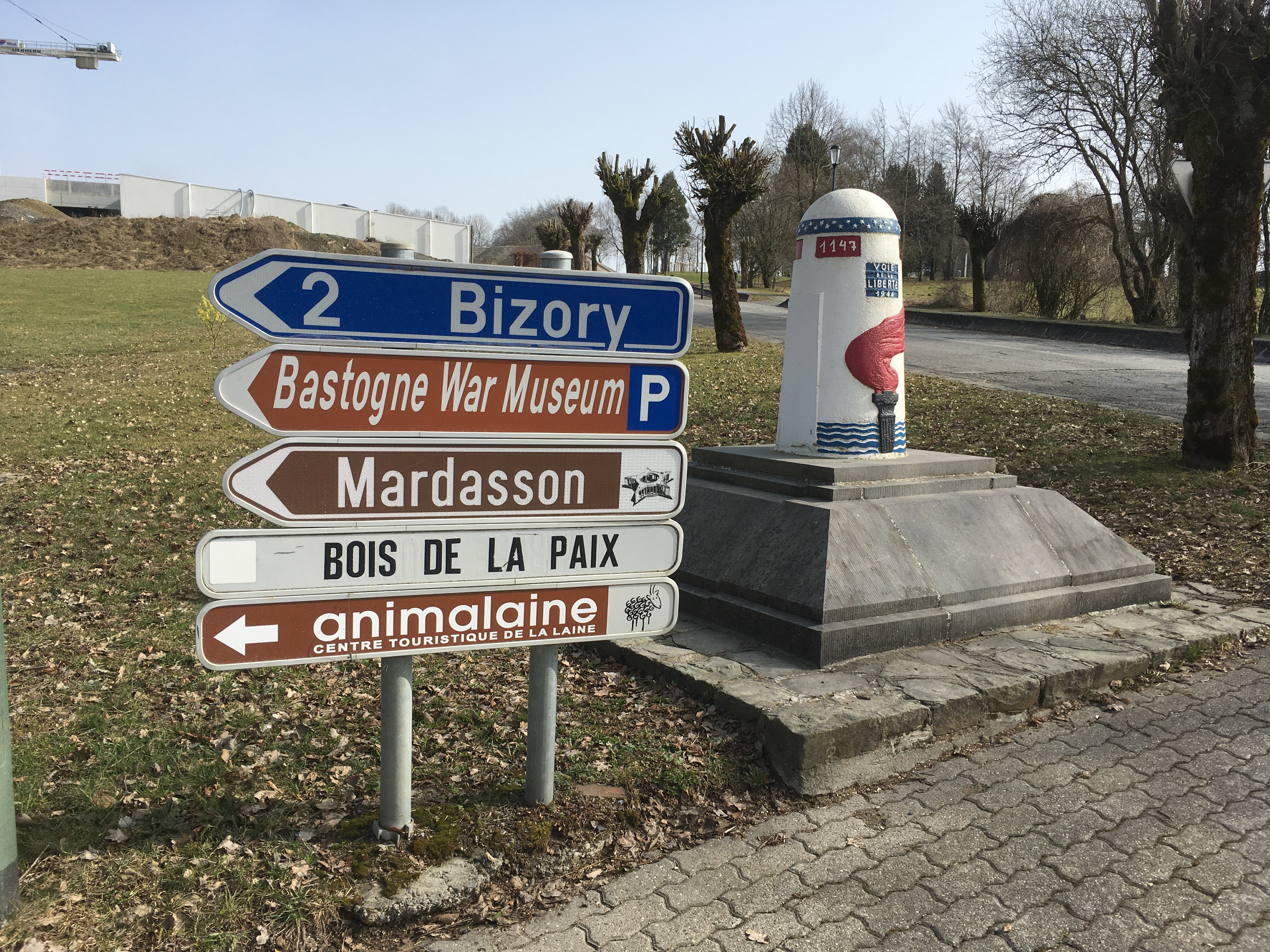
Borne no 1147, à proximité du Mardasson, Bastogne.

Axe routier principal actuel : N 13-E 3 (entre Sainte-Mère-Église et Cherbourg, puis de Cherbourg à Carentan)
- Sainte-Mère-Église : libérée dans la nuit du 5 au 6 juin 1944) - point de départ marqué par la borne km
- Utah Beach (commune de Sainte-Marie-du-Mont) : prise du premier blockhaus ennemi, à quelques kilomètres de Saint-Mère-Église et où débarquent, les jours suivants, une grande partie des troupes américaines qui combattront en Normandie - marqué par la borne km 00. Une voiture percute la borne 00 le 23 juin 2021[1].
- Sainte-Marie du Mont
- Neuville-au-Plain : premier village libéré par les parachutistes américains
- Montebourg : libérée le 19 juin 1944
- Cherbourg : libérée le 26 juin 1944
- Carentan : libérée le 12 juin 1944

Axe routier principal actuel : N 174-E 3 de Carentan à Saint-Lô :
- Pont-Hébert : libérée le 17 juillet 1944
- Saint-Lô : libérée le 16 juillet 1944, intégralement détruite par les bombardements alliés, Patton y lance son offensive vers Avranches, la Bretagne et la Loire.

Axe routier principal actuel : D 972 de Saint-Lô à Coutances :
- Marigny : libérée le 25 juillet 1944 (voir Opération Cobra)
- Coutances : libérée le 28 juillet 1944

Axe routier principal actuel : D 7 de Coutances à Avranches :
- Lengronne : libérée le 29 juillet 1944, connaît de violents combats de char.
- Avranches : libérée le 30 juillet 1944, subit la contre-attaque des Allemands. La percée américaine se nomme d'ailleurs la Percée d'Avranches.

Axe routier principal actuel : N 175-E 3 et D 4 d'Avranches à St-Malo :
- Saint-Servan (maintenant rattachée à Saint-Malo) : libérée le 17 août 1944, les Allemands avaient fortifié la cité d'Aleth, une des composantes de la "Forteresse Saint-Malo".
- Dol-de-Bretagne
- Saint-Malo : libérée le 16 août 1944, la vieille ville intra-muros est pratiquement entièrement détruite.

Axe routier principal actuel : N 137 de Saint-Malo à Rennes
- Rennes : libérée le 4 août 1944

Axe routier principal actuel : D 41 et D 163 de Rennes à Châteaubriant :
- Châteaubriant : libérée le 4 août 1944

Axe routier principal actuel : D 163 de Châteaubriant à Candé, D 963 de Candé à Angers :
- Candé
- Angers : libérée le 10 août 1944

Axe routier principal actuel : D 323 et D 923 (ex-N 23) entre Angers et Chartres (via Le Mans) :
- Durtal
- La Flèche
- Le Mans : libérée le 8 août 1944, important centre logistique allemand du front Ouest.
- La Ferté-Bernard
- Nogent-le-Rotrou : libérée le 11 août 1944
- Chartres : libérée le 18 août 1944

Axe routier principal actuel : D 910 (ex-N 10), entre Chartres et Ablis, puis N 191-D 291-D 191, entre Ablis et Étampes :
- Saint-Symphorien : presque à mi-chemin de Sainte-Mère-Église et de Bastogne, a l'honneur de recevoir la première borne provisoire de la voie de la Liberté le 25 août 1946. Son maire, le commandant Guy de La Vasselais est le promoteur de cette voie.
- Étampes : libérée le 22 août 1944

Axe routier principal actuel : D 837 entre Etampes et Milly-la-Forêt, D 409 entre Milly-la-Forêt et Fontainebleau, D 210 entre Fontainebleau et Montigny-Lencoup, D 403 entre Montigny-Lencoup et Provins :
- Fontainebleau : libérée le 23 août 1944
- Provins : libérée le 27 août 1944

Axe routier principal actuel : D 236 entre Provins et Villenauxe-la-Grande, D 951 entre Villenauxe-la-Grande et Reims, Champillon via Epernay :
- Sézanne
- Épernay : libérée le 28 août 1944
- Reims : libérée le 30 août 1944, l'Allemagne y signe la capitulation sans conditions le 7 mai 1945 au collège de la rue Jolicœur (actuel lycée Roosevelt), alors Grand quartier général d'Eisenhower. La salle de la Reddition est restée telle qu'elle était au moment de la signature.

Axe routier principal actuel : D 944 (ex-N 44) en sortie de Reims, D 931 jusqu'à Valmy, D 3 (ex-N 3) entre Valmy et Les Islettes, D 603 (ex-N 3) jusqu'à Verdun :
- Suippes
- Valmy : libérée le 30 août 1944
- Sainte-Menehould
- Clermont-en-Argonne
- Verdun : devient dès octobre 1944, un des deux plus grands centres de ravitaillement de l'armée américaine.

Axe routier principal actuel : D 903 entre Verdun et Gravelotte, D 603 (ex-N 3) entre Gravelotte et Rozérieulles :
- Fresnes-en-Woëvre
- Gravelotte : libérée le 13 décembre 1944
- Rozérieulles : libérée le 20 novembre 1944, connaît une résistance opiniâtre de l'ennemi.
- Metz : libérée le 19 novembre 1944

Axe routier principal actuel : D 953 (ex-N 53) entre Metz et Thionville, D 653 (ex-N 53) entre Thionville et le Luxembourg :
- Hagondange
- Thionville : libérée le 12 septembre 1944

Axe routier principal actuel au Luxembourg :  depuis la frontière française jusqu'à Luxembourg-Ville et  depuis Luxembourg-Ville jusqu'à la frontière belge :
- Luxembourg : libérée le 10 septembre 1944

Axe routier principal actuel en Belgique :  depuis la frontière luxembourgeoise jusqu'à Bastogne :
- Arlon : libérée le 10 septembre 1944
- Bastogne : libérée le 10 septembre 1944, aboutissement de la voie de la Liberté, après 1 145 km depuis Sainte-Mère-Église.

## La borne des Invalides

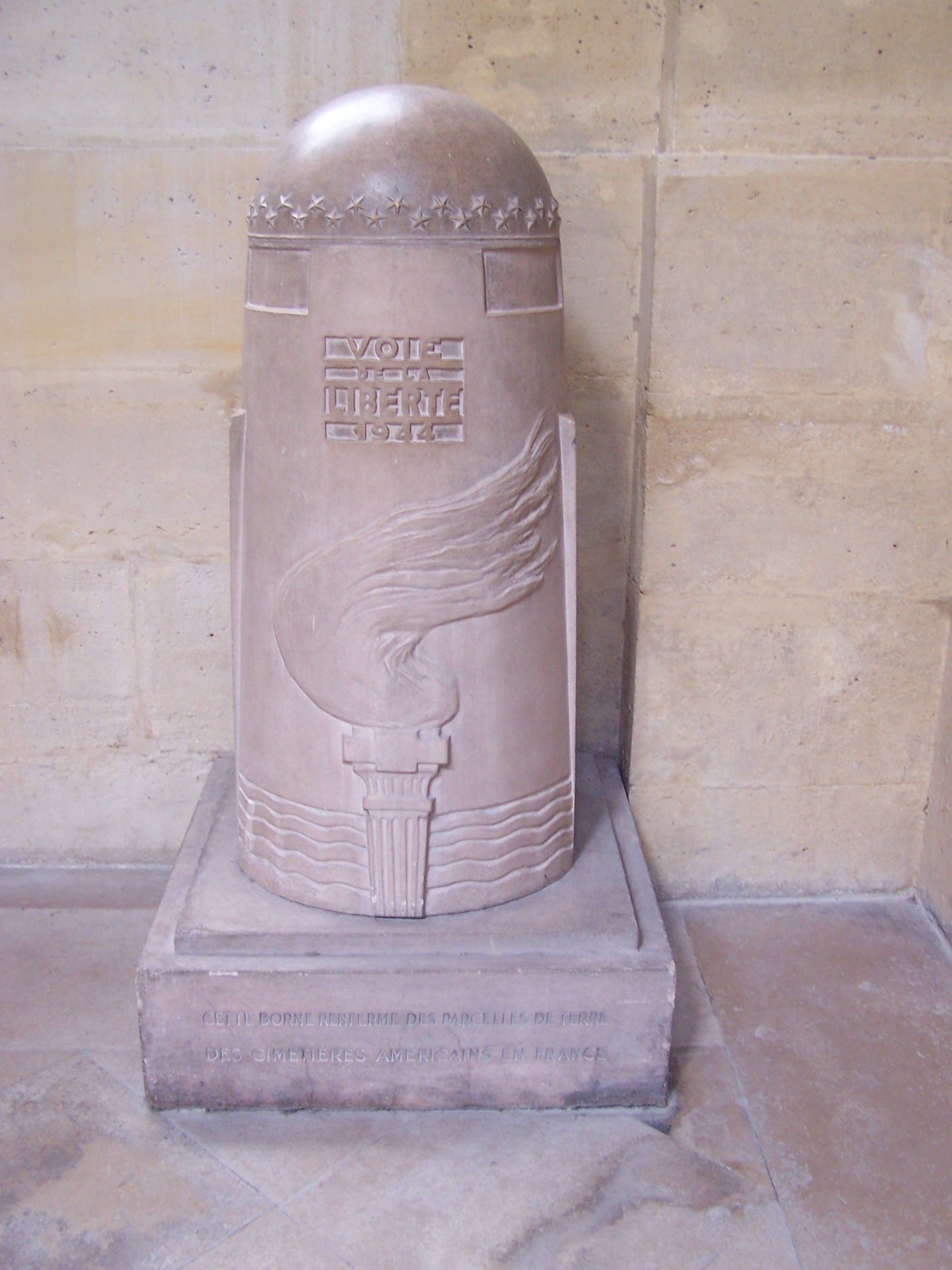
Borne à l'hôtel des Invalides, Paris.

En dehors du parcours, il existe une borne supplémentaire, située à l'hôtel des Invalides, à Paris, dans l'église Saint-Louis. La borne contient de la terre prélevée dans les cimetières américains, en 1945, le long de la Voie de la Liberté, en France.
Sur le côté droit est inscrit : Sainte-Mère-Église, Saint-Laurent, la Cambe, Blosville, Marigny, le Chêne-Guérin, Saint-James, Gorron, Saint-Corneille.
Sur le côté gauche : Saint-André, Villeneuve-sur-Auvers, Solers, Champigneul, Grand-Failly, Limey, Andilly, Saint-Avold.

## Les bornes aux États-Unis
Deux bornes offertes par la France marquent l'entrée du Patton Park à Hamilton au Massachusetts aux États-Unis, où résidait la famille Patton. Ces bornes sont gravées des noms Avranches et Le Havre.

## Activités
Une randonnée cycliste de la voie de la Liberté se déroule depuis 1986, tous les deux ans, suivant l'itinéraire historique de la voie.